# Zapolice (województwo zachodniopomorskie)
Zapolice – wieś w północno-zachodniej Polsce, położona w województwie zachodniopomorskim, w powiecie gryfickim, w gminie Trzebiatów. Przez wieś przebiega droga wojewódzka nr 102.
Według danych z 28 lutego 2009 wieś miała 79 mieszkańców.
Wieś jest położona na północnej krawędzi pradoliny, na Wybrzeżu Trzebiatowskim.
Zapolice są częścią 6-kilometrowej ulicówki, na którą składają się także sąsiednia Rogozina i dalsze Konarzewo.
Teren wsi został objęty dwoma nachodzącymi na siebie obszarami programu Natura 2000, tj. obszarem specjalnej ochrony ptaków „Wybrzeże Trzebiatowskie”, a także specjalnym obszarem ochrony siedlisk Trzebiatowsko-Kołobrzeski Pas Nadmorski.
Gmina Trzebiatów utworzyła „Sołectwo Rogozina”, które obejmuje wsie Zapolice oraz Rogozina. Mieszkańcy obu miejscowości wybierają wspólnie na zebraniu wiejskim sołtysa oraz 5-osobową radę sołecką.
W latach 1946–1998 miejscowość należała administracyjnie do województwa szczecińskiego.
| Zakres wieku mężczyzn | Mężczyźni | Kobiety | Zakres wieku kobiet |
| --------------------- | --------- | ------- | ------------------- |
| 0–19                  | 14        | 8       | 0–19                |
| 20–60                 | 24        | 21      | 20–65               |
| powyżej 60            | 3         | 9       | powyżej 65          |
| Razem (Σ)             | 41        | 38      | (Σ) Razem           |

Dzieci z miejscowości uczęszczają do Szkoły Podstawowej Nr 1 im. Jana Kochanowskiego w Trzebiatowie.